# Morskie przejście graniczne Elbląg
Morskie przejście graniczne Elbląg znajduje się w Elblągu i może się na nim odbywać ruch osobowy i towarowy. Przejście obsługuje przede wszystkim ruch graniczny portu morskiego Elbląg.
Obsługiwane jest przez Morski Oddział Straży Granicznej – placówkę w Elblągu. 
W 2004 roku dokonano 14 kontroli jachtów i łodzi sportowych. W latach 2005–2006 nie dokonano żadnej kontroli.
Przejście zostało ustanowione w 1995 roku.